# Sicalis
Sicalis és un gènere d'ocells de la família dels tràupids (Thraupidae).

## Taxonomia
Segons la Classificació del Congrés Ornitològic Internacional (versió 14.2, 2024) aquest gènere està format per 13 espècies:
- Sical citrí (Sicalis citrina Pelzeln, 1870)
- Sical de Taczanowski (Sicalis taczanowskii Sharpe, 1888)
- Sical alagrís (Sicalis uropigyalis d'Orbigny & Lafresnaye, 1837)
- Sical daurat (Sicalis flaveola Linnaeus, 1766)
- Sical de front ardent (Sicalis columbiana Cabanis, 1851)
- Sical de sabana (Sicalis luteola Sparrman, 1789)
- Sical de clatell gris (Sicalis luteocephala d'Orbigny & Lafresnaye, 1837)
- Sical de la Patagònia (Sicalis lebruni Oustalet, 1891)
- Sical olivaci (Sicalis olivascens d'Orbigny & Lafresnaye, 1837)
- Sical de Mendoza (Sicalis mendozae Sharpe, 1888)
- Sical gros (Sicalis auriventris Philippi & Landbeck, 1864)
- Sical de Raimondi (Sicalis raimondii Taczanowski, 1874)
- Sical de la puna (Sicalis lutea d'Orbigny & Lafresnaye, 1837)